# Chantal Quak
Chantal Quak (Gorinchem, 13 mei) is een Nederlandse presentator en nieuwslezer. Ze werkt als nieuwslezer voor het programma Somertijd op 100%NL. Tot en met 2021 heeft Quak gewerkt bij RTV Oost en RTV Drenthe. Daarvoor werkte ze tot haar verhuizing naar Zwolle in mei 2019 bij RTV Rijnmond, waar ze negen jaar lang presentatrice was van het radioprogramma Dwars door Rijnmond. Verder was ze bekend van het tuinierprogramma Ik Moestuinieren op TV Rijnmond en van het TV Rijnmond Nieuws.
Eerder werkte zij als nieuwslezer voor Radio Rijnmond. Daarvoor was Quak redactrice bij het RTL Nieuws. Ze maakte deel uit van de vaste ploeg die 's ochtends het Ontbijtnieuws verzorgt.
In 2024 deed Quak mee aan het 23e seizoen van De Slimste Mens.